# Nadzwyczajna Izba Sądu Kambodży

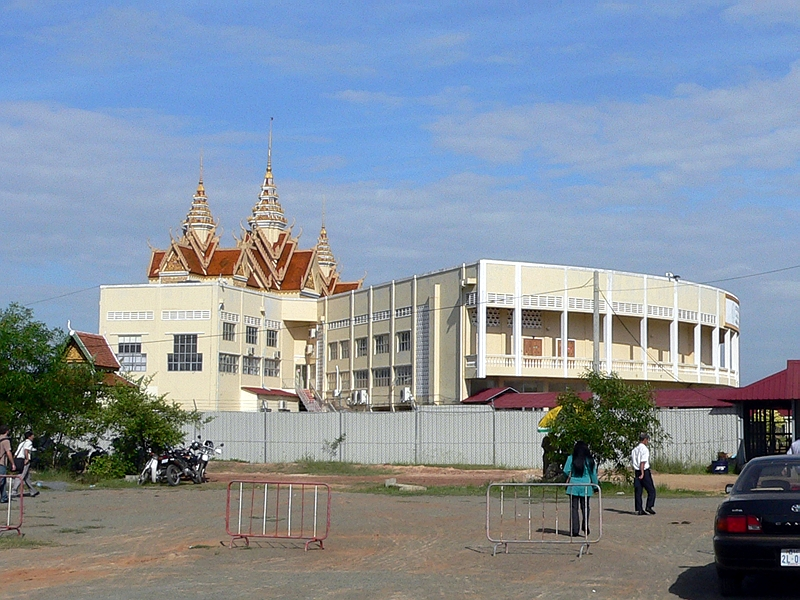
Główny budynek sądu w Phnom Pehn

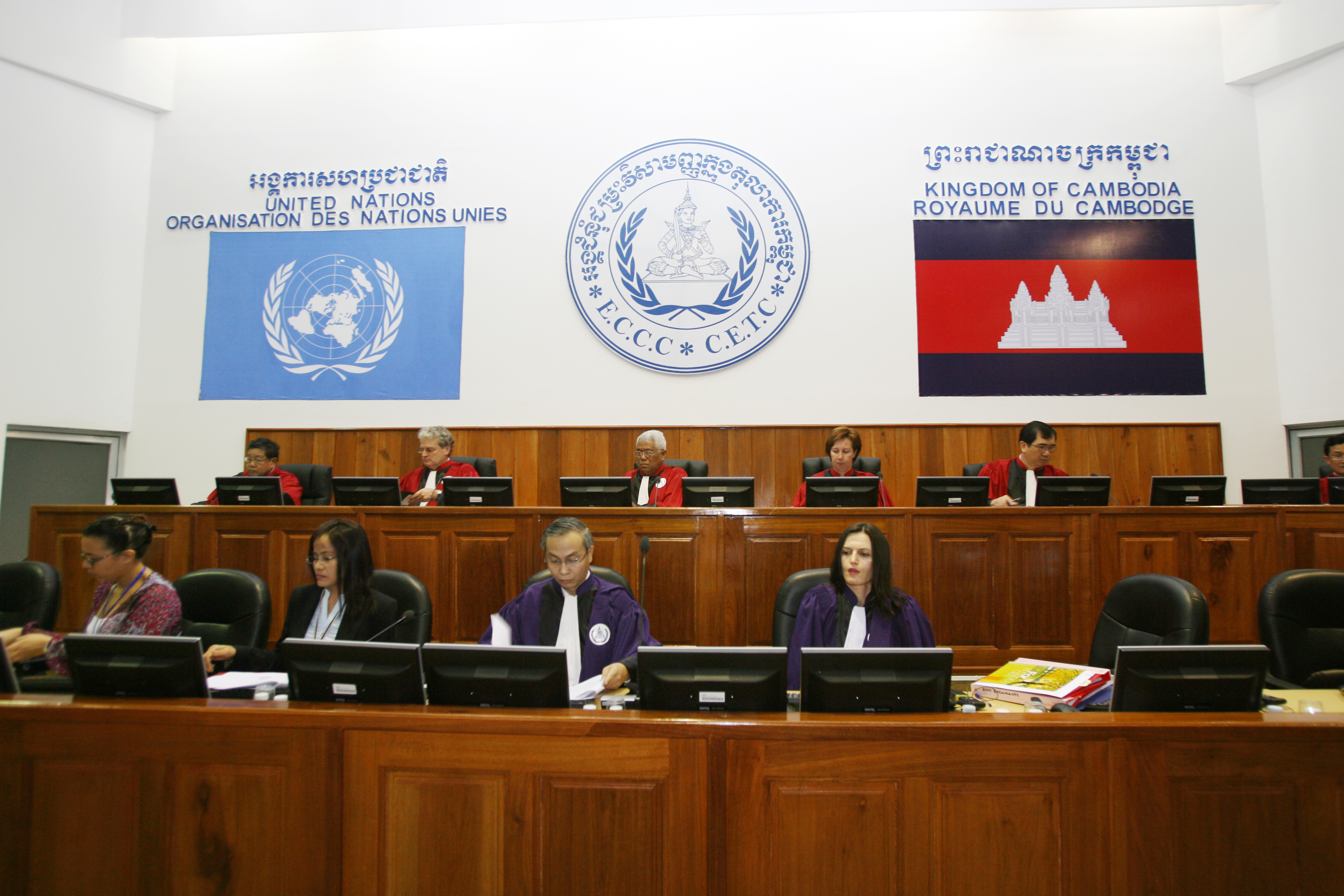
Posiedzenie sądu w dniu 11 lutego 2010 w sprawie przesłuchania wstępnego Ieng Sary

Nadzwyczajna Izba Sądu Kambodży dla Osądzenia Zbrodni Popełnionych w Czasach Demokratycznej Kampuczy (Extraordinary Chambers in the Courts of Cambodia for the Prosecution of Crimes Committed during the Period of Democratic Kampuchea, ECCC) została powołana w wyniku porozumienia między rządem Kambodży a ONZ.
Jest to tzw. sąd hybrydowy, ponieważ jest częścią systemu kambodżańskiego, ale korzysta również z prawa międzynarodowego, w jego skład wchodzą zarówno sędziowie kambodżańscy, jak i międzynarodowi, a pomocą techniczną służy ONZ.
Sędziowie (12 sędziów międzynarodowych z 10 krajów oraz 17 sędziów z Kambodży) zostali wybrani przez Kambodżańską Najwyższą Radę Sądownictwa z grona wskazanego przez Sekretarza Generalnego ONZ i zatwierdzeni dekretem królewskim z 3 lipca 2006.
Sąd podzielony jest na trzy izby:
- Izbę Przedprocesową, złożoną z 3 sędziów kambodżańskich i 2 międzynarodowych;
- Sąd Pierwszej Instancji, złożony z 3 sędziów kambodżańskich i 2 międzynarodowych;
- Sąd Najwyższy, złożony z 4 sędziów kambodżańskich i 3 międzynarodowych;

Sąd upoważniony jest do ścigania jedynie 2 kategorii sprawców przestępstw popełnionych w okresie od 17 kwietnia 1975 do 6 stycznia 1979:
- najwyższych przywódców Demokratycznej Kampuczy;
- osób uważanych za ponoszące największą odpowiedzialność za poważne naruszenia prawa krajowego i międzynarodowego.

Początkowo postępowaniem objętych było 5 osób:
Kaing Guek Eav, Khieu Samphan, Ieng Sary, Nuon Chea, Ieng Thirith. Do kwietnia 2013 skazaniem zakończył się tylko proces Kaing Guek Eava. Ieng Thirith została wyłączona z postępowania w sierpniu 2012 z powodu demencji, a Ieng Sary zmarł w marcu 2013.